# Pikker (czasopismo)
Pikker – satyryczne czasopismo estońskie wydawane z przerwami w latach 1943–2001.

## Historia
Nazwa czasopisma wywodzi się od Pikkera – gromowładnego boga z estońskiej mitologii. Zaczęło ukazywać się w Moskwie jako nieregularny dodatek do pisma Rahva Hääle. Pierwszy numer ukazał się 15 grudnia 1943 roku, a kolejne ukazywały się również w Leningradzie. Początkową tematyką publikacji była satyra wymierzona w III Rzeszę .
W kwietniu 1945 roku ukazał się pierwszy numer wydany w Tallinnie, kolejne ukazywały się w miesięcznych odstępach, do czerwca 1946 roku, kiedy to zakończono jego kolportaż. W 1957 roku miesięcznik zaczął ponownie wychodzić w stolicy Estońskiej SRR. Od 1960 do 1991 roku ukazywał się on jako dwutygodnik. W 1992 roku powrócono do formuły miesięcznika, zaś w 1995 roku zakończono wydawanie magazynu. Pikker został reaktywowany w kwietniu 2000 roku, do września roku 2001 wydano pod redakcją Jüriego Paeta 18 numerów miesięcznika .